# Jan Paczkowski

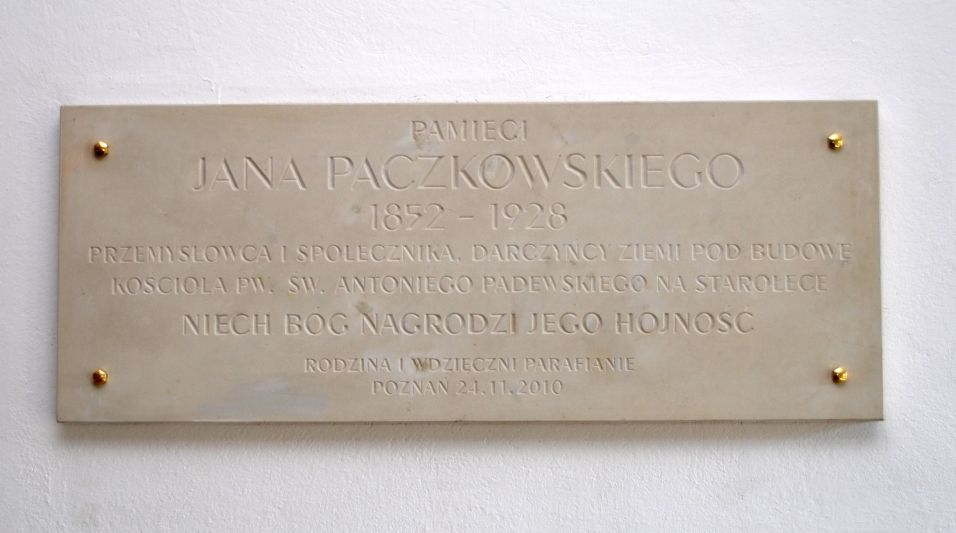
Jan Paczkowski, tablica pamiątkowa w kościele

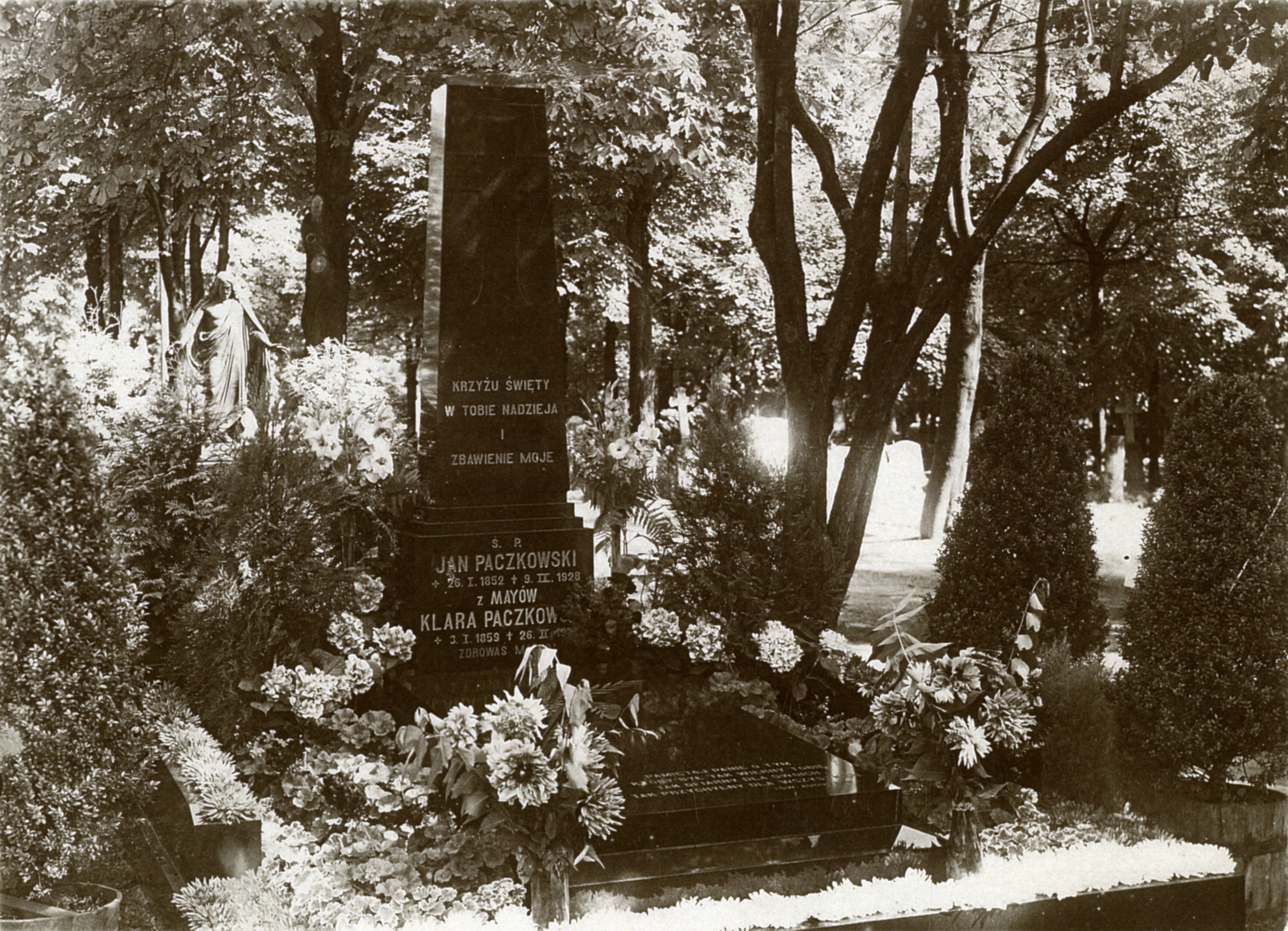
Grobowiec na cmentarzu św. Marcina w Poznaniu

Jan Paczkowski (ur. 26 stycznia 1852 w Gnieźnie, zm.  9 września 1928 w Poznaniu) – wielkopolski przemysłowiec, działacz gospodarczy i społeczny, obywatel podpoznańskiej gminy starołęckiej.

## Życiorys
Urodził się w rodzinie Józefa (zarządcy majątku) i Eleonory z Plewkiewiczów. Rodzice matki, Józef Plewkiewicz i Anna z Winnickich byli właścicielami bądź dzierżawcami podgnieźnieńskich włości w Przyborowie, Pawłowie, Doruchowie i Kawiarach. Jego młodszym bratem był znakomity polski archiwista prof. Józef Paczkowski.
Mając lat 24, w 1876 roku, poślubił Marię Brzeziecką, która przy narodzinach drugiego dziecka zmarła (w 1878 r. w Kłecku) pozostawiając go wraz z dziećmi, Melanią (1876-1968), w przyszłości zamężną Kraszkowską i Romualdem (1878-1940), przyszłym prawnikiem i profesorem Uniwersytetu Poznańskiego. Prawdopodobnie w 1881 roku osiadł w Poznaniu.
Nie wiadomo, w jakich okolicznościach i kiedy poznał dr Romana Maya, właściciela i zarazem twórcę zakładów chemicznych w Starołęce, produkujących nawozy sztuczne (dziś: Zakłady Chemiczne Luboń S.A.), w każdym razie został jego współpracownikiem, a wkrótce wspólnikiem i członkiem rodziny, gdyż w 1884 roku pojął za żonę jego siostrę Klarę. W roku 1887 niespodziewana śmierć Maya spowodowała, że przejął zarząd nad rozwijającym się zakładem, którym w imieniu współwłaścicieli kierował aż do 1927 roku, kiedy to przez pogarszający się stan zdrowia zmuszony został do rezygnacji z zajmowanego stanowiska.
Z pasją oddawał się nie tylko prowadzeniu zakładu, który pod jego kierownictwem zdobył europejską renomę, ale także licznym obowiązkom, jakie na nim ciążyły z racji aktywnego uczestnictwa w życiu poznańskiej społeczności. Już w 1885 roku został wybrany do Komisji Szkolnej prezentującej władzom miasta oczekiwania polskiej społeczności w zakresie wychowania i edukacji oraz mającej wspierać i propagować działania rozwijające nauczanie w języku polskim. Był członkiem Towarzystwa Naukowej Pomocy, Czytelni Ludowych, spółki Teatr Polski i spółki budowlanej Pomoc oraz wielu innych. W 1913 roku został członkiem kółka rolniczego Św. Wojciecha w Poznaniu/ Nie sposób wymienić wszystkich organizacji, towarzystw i inicjatyw społecznych, w których brał udział, ale zawsze dał się poznać jako zaangażowany obrońca polskich interesów.
Jako wyraz zaufania i uznania dla jego działalności można potraktować jego wybór w 1906 roku na członka rady gminy starołęckiej, z którą był związany nie tylko przez działalność kierowanej przez siebie fabryki, ale także jako ofiarny członek społeczności. Powtórnie został wybrany do rady w roku 1919, w pierwszych po odzyskaniu niepodległości wyborach.
Uczestniczył w życiu Poznania i Starołęki nie tylko swoją osobą, ale i majątkiem, wspierając organizacje, w których działał i inicjatywy współobywateli. Jedną z najważniejszych była sprawa wybudowania nowego kościoła, którego brak rosnąca społeczność starołęcka odczuwała coraz dotkliwiej. Z jednej strony odległość od położonego na drugim brzegu Warty kościoła parafialnego w Głuszynie i wynikające z tego położenia trudności komunikacyjne, a z drugiej ograniczone możliwości parafii Głuszyńskiej w sprawowaniu opieki duszpasterskiej nad stale rosnącą liczbą parafian skłoniły ówczesnego proboszcza ks. prałata Antoniego Stychla do rozpoczęcia starań o postawienie w obrębie Starołęki odrębnego kościoła i utworzenie nowej parafii. Punktem zwrotnym w procesie realizacji tego zamiaru była decyzja Jana Paczkowskiego o przekazaniu na ten cel zakupionego przez siebie terenu. Jako znakomity przedsiębiorca i zarządca Paczkowski, chcąc zobligować wszystkie zainteresowane strony do maksymalnego wysiłku na rzecz postawienia kościoła, zakreślił ostateczny termin rozpoczęcia budowy, po którym, jeśli nie zostanie przynajmniej wmurowany kamień węgielny, przekazany teren stanie się na powrót jego własnością. Podobne warunki postawiły władze gminy mające budowę współfinansować. Niestety wybuch I wojny światowej pokrzyżował ambitne plany i spowodował odroczenie ich realizacji na wiele lat, bo aż do roku 1949. Efektów swojej ofiarności Jan Paczkowski oglądać już nie mógł. Zmarł po długiej chorobie pochowany został na ówczesnym cmentarzu św. Marcina przy ulicy Bukowskiej. Kiedy w latach czterdziestych cmentarz zlikwidowano, szczątki Jana i Klary Paczkowskich (zmarła w 1932 r.) przeniesiono na cmentarz przy ulicy Samotnej w Poznaniu. Dopiero w 2004 roku, dzięki staraniom potomków, przeniesiono je do grobowca rodzinnego na cmentarzu parafii św. Antoniego Padewskiego w Starołęce, a w 2010 roku w kościele odsłonięto pamiątkową tablicę.